# Райнлендер (Вісконсин)
Райнлендер (англ. Rhinelander) — місто (англ. city) в США, в окрузі Онейда штату Вісконсин. Населення — 8285 осіб (2020).

## Географія
Райнлендер розташований за координатами 45°38′10″ пн. ш. 89°25′32″ зх. д. / 45.63611° пн. ш. 89.42556° зх. д. (45.636129, -89.425517). За даними Бюро перепису населення США в 2010 році місто мало площу 22,29 км², з яких 21,60 км² — суходіл та 0,69 км² — водойми.

### Клімат
| Клімат : Райнлендер     | Клімат : Райнлендер | Клімат : Райнлендер | Клімат : Райнлендер | Клімат : Райнлендер | Клімат : Райнлендер | Клімат : Райнлендер | Клімат : Райнлендер | Клімат : Райнлендер | Клімат : Райнлендер | Клімат : Райнлендер | Клімат : Райнлендер | Клімат : Райнлендер | Клімат : Райнлендер |
| Показник                | Січ.                | Лют.                | Бер.                | Квіт.               | Трав.               | Черв.               | Лип.                | Серп.               | Вер.                | Жовт.               | Лист.               | Груд.               | Рік                 |
| Абсолютний максимум, °C | 12,7                | 14,4                | 23,9                | 31,7                | 33,3                | 36,1                | 37,8                | 37,2                | 34,4                | 30,6                | 21,1                | 15,6                | 37,8                |
| Середній максимум, °C   | −6,2                | −3                  | 3,6                 | 12,1                | 19,4                | 23,9                | 26,3                | 24,7                | 19,5                | 12,4                | 3,6                 | −3,9                | 11,1                |
| Середня температура, °C | −10,4               | −7,8                | −1,6                | 6,2                 | 13,4                | 18,2                | 20,7                | 19,2                | 14,1                | 7,4                 | −0,3                | −7,6                | 6,0                 |
| Середній мінімум, °C    | −15                 | −13                 | −6,9                | 0,1                 | 6,5                 | 11,6                | 14,3                | 13,3                | 8,8                 | 2,6                 | −3,9                | −11,7               | 0,6                 |
| Абсолютний мінімум, °C  | −38,8               | −37,3               | −30                 | −19,9               | −7,2                | −2,8                | 2,0                 | 0,6                 | −5                  | −12,7               | −26,6               | −33,9               | −38,8               |
| Норма опадів, мм        | 28                  | 20                  | 41                  | 61                  | 81                  | 91                  | 94                  | 104                 | 102                 | 63                  | 51                  | 38                  | 774                 |
| Днів з дощем            | 10,7                | 7,9                 | 9,4                 | 10,8                | 11,9                | 12,6                | 11,8                | 11,7                | 12,5                | 10,8                | 11,0                | 11,1                | 132,2               |
| ----------------------- | ------------------- | ------------------- | ------------------- | ------------------- | ------------------- | ------------------- | ------------------- | ------------------- | ------------------- | ------------------- | ------------------- | ------------------- | ------------------- |
| Джерело: Climatebase.ru |                     |                     |                     |                     |                     |                     |                     |                     |                     |                     |                     |                     |                     |

## Демографія
Згідно з переписом 2010 року, у місті мешкало 7798 осіб у 3545 домогосподарствах у складі 1876 родин. Густота населення становила 350 осіб/км². Було 3981 помешкання (179/км²).
Расовий склад населення:
| - 95,2 % — білих - 1,2 % — корінних американців - 1,0 % — чорних або афроамериканців - 0,7 % — азіатів |

До двох чи більше рас належало 1,6 %. Частка іспаномовних становила 1,3 % від усіх жителів.
За віковим діапазоном населення розподілялося таким чином: 21,2 % — особи молодші 18 років, 59,7 % — особи у віці 18—64 років, 19,1 % — особи у віці 65 років та старші. Медіана віку мешканця становила 40,0 року. На 100 осіб жіночої статі у місті припадало 88,6 чоловіків; на 100 жінок у віці від 18 років та старших — 87,0 чоловіків також старших 18 років.
Середній дохід на одне домашнє господарство становив 46 505 доларів США (медіана — 34 355), а середній дохід на одну сім'ю — 55 073 долари (медіана — 43 859). Медіана доходів становила 36 674 долари для чоловіків та 28 206 доларів для жінок. За межею бідності перебувало 17,5 % осіб, у тому числі 24,6 % дітей у віці до 18 років та 13,0 % осіб у віці 65 років та старших.
Цивільне працевлаштоване населення становило 3479 осіб. Основні галузі зайнятості: освіта, охорона здоров'я та соціальна допомога — 24,1 %, роздрібна торгівля — 19,3 %, виробництво — 14,5 %, мистецтво, розваги та відпочинок — 11,7 %.

## Персоналії
- Дейл Вассерман (1914—2008) — американський письменник та драматург.